# Naturschutzgebiet Halden bei Ramsbeck
Das Naturschutzgebiet Halden bei Ramsbeck mit einer Größe von 25,17 ha liegt westlich von Ramsbeck im Gemeindegebiet von Bestwig. Das Gebiet wurde 2008 mit dem Landschaftsplan Bestwig durch den Hochsauerlandkreis als Naturschutzgebiet (NSG) ausgewiesen. Der Östliche Teil des NSG ist seit 2004 Teil vom FFH-Gebiet Halden bei Ramsbeck (DE-4616-301). Das FFH-Gebiet umfasst neben dem NSG auch die östlich von Ramsbeck liegende Halde. Diese östliche Halde ist nur Teil vom Landschaftsschutzgebiet Bestwig.

## Gebietsbeschreibung
Beim NSG handelt es sich um ein Haldengebiet mit Abraum aus dem etwa 450 Jahre betriebenen Erzabbau in Ramsbeck. Die Halde ist zum Teil bewachsen und zum Teil vegetationsfrei. Auf vegetationsfreien Bereichen haben sich großflächige Flechtenrasen entwickelt, an einigen Brachebereichen finden sich Moosdecken.

## Pflanzenarten im NSG
Vom Landesamt für Natur, Umwelt und Verbraucherschutz Nordrhein-Westfalen dokumentierte Pflanzenarten im Gebiet: Besenginster, Blasenflechte, Bogiges Krummstielmoos, Braunrote Stendelwurz, Doldiges Habichtskraut, Draht-Schmiele, Echter Wurmfarn, Echtes Springkraut, Eichenfarn, Frauenfarn, Gegenblättriges Milzkraut, Gewöhnlicher Dornfarn, Gewöhnlicher Tüpfelfarn, Gewöhnliches Gabelzahnmoos, Hain-Gilbweiderich, Hallersche Schaumkresse, Harzer Labkraut, Heidelbeere, Roter Fingerhut, Ruprechtskraut, Salbei-Gamander, Schönes Frauenhaarmoos, Sparriges Kranzmoos, Wald-Reitgras, Wald-Schaumkraut, Weiße Hainsimse, Winkel-Segge.

## Schutzzweck
Das NSG soll das Haldengebiet mit seinem Arteninventar schützen.
Wie bei allen Naturschutzgebieten in Deutschland wurde in der Schutzausweisung darauf hingewiesen, dass das Gebiet „wegen der Seltenheit, besonderen Eigenart und Schönheit des Gebietes“ zum Naturschutzgebiet wurde.